# 腹内側前頭前野
腹内側前頭前野 (Ventromedial prefrontal cortex, vmPFC) は哺乳類の脳の前頭前野の一部である。 腹側内側前頭前野は、大脳半球の底部の前頭葉に位置しており、人間の扁桃体の活動の調節に重要である。リスクと恐怖の処理に関与する。また、感情的反応の抑制や、意思決定と自制のプロセスにも役割を果たす。道徳の認知的評価にも関与する。

## 解剖学
腹内側前頭前野には普遍的に合意された境界線はないが、ほとんどの情報源では、オンギュルとプライスの腹内側報酬ネットワークと同等である。 このネットワークには、ブロードマンエリア 10、14、25、および32 に加え、11、12、13 の一部が含まれる。 ただし、すべての情報源がその地域の境界について一致しているわけではない。研究者によって腹内側前頭前野の用語の使い方は異なる。 場合によっては、この用語は内側眼窩前頭野の上の領域を指すこともあるが、腹内側前頭前野は前頭前野の下部 (腹側) 中央 (内側) 領域の広い領域を表すために使用されることもある。内側眼窩前頭野は最下部を構成する。 後者のより広い領域は、アントニオ・ダマシオらによって調査された、意思決定障害のある患者が損傷した領域に対応する (図および以下を参照)。 腹内側前頭前野は、腹側被蓋野、扁桃体、側頭葉、嗅覚系、視床背内側に接続されており、そこから入力を受け取る。さらに、側頭葉、扁桃体、視床下部外側、海馬形成、帯状皮質、および前頭前野の他の特定の領域のような、様々な脳領域に信号を送る。この巨大な接続ネットワークにより、vmPFC は大量の感覚データを受信して監視し、他の多くの脳領域、特に扁桃体に影響を与える。

## 機能
前頭前野における眼窩前頭野と腹内側野の機能的な違いは、まだ明確には確立されていないが、眼窩前頭野よりも上位の腹内側野の領域は社会的機能との関連性は低く、純粋な情動調節との関連性が高い。発達神経科学の研究では、前頭前野の腹内側の神経ネットワークが思春期および若年成人期に急速に発達し、扁桃体を介した情動調節をサポートしていることも示唆されており、コルチゾールレベルの低下に関連する。
また、vmPFC 損傷により扁桃体の活性が高まる可能性があることにも注意が必要である。幼少期の早期 vmPFC 損傷患者の報告は数件しかないが、このような人は重度の反社会的行動や道徳的判断力の低下を示す傾向がある。後年になってからの損傷と比較すると、彼らの行動パターンは似ているが、より深刻である。また、不安や気分障害の生理機能の中心であるとも考えられる。ただし、vmPFC が情動処理に寄与する正確なメカニズムは完全には理解されていない。